# 金现感虎
《金现感虎》，又名《虎愿》，是朝鲜半岛统一新罗时期的一个民间传说故事，最初记载于《新罗殊异传》（已散佚），后收录于《三国遗事》和《大东韵府群玉》。《金现感虎》讲述的是金现与虎女的离奇爱情故事。这是个宣扬善恶果报的故事。故事的女主人公虎女为了爱情甘愿牺牲，留给心爱的人荣华富贵。:229:16:43-44
统一新罗时期还有一则有关人虎结合的故事《申屠澄娶虎》。这些与虎相关的传说故事也反映出朝鲜古代对虎的图腾。:109-111:43-44

## 故事梗概
根据新罗的风俗，每当仲春初八至十五日，人们都到兴轮寺，绕塔祈福。元圣王年间，有位叫金现的男子，绕塔祈福直至深夜。有位姑娘也跟随着他饶塔祈福。两人彼此眉目传情。祈福结束后，两人在幽暗处结为相好。女子和金现亲热一番后，要先行离去。金现执意与她同去。两人来到了西山下的一个茅草屋。屋内的老妇人在听完女子说明金现缘何而来后，担心地说：“事情虽好，但还是没有发生的好。既已如此，先把他藏起来，免得你的兄弟厌恶。”不久，三只老虎咆哮着来到茅草屋说：“家中有人的气味，可以饱餐一顿”。老妇人和女子厉声训斥说没有可吃之物。这时上天传下话来：“尔辈嗜害物命尤多，宜诛一以惩恶。”三虎听罢满脸愁容。女子对三只老虎说：“如果三位兄长能远走他处自行悔改，我愿代你们受罚。”三虎听后欣然而去。:109-110:19-20:43-44:62-63
三虎走后，女子对金现说：“我原本不想让你知道我们不是同类，但既已有一夜之欢，理应有夫妻情分。由于三兄弟作恶，上天欲惩。我愿承担全家的灾难。与其死于常人之手，我还不如死在郎君的刀下，以报郎君之情。明天我跑入街头为害，国王必以高官厚禄来征募捉虎者。你可以追赶我，直到城北林中，我在那等你。”金现听罢表示不愿以伉俪之情换取高官厚禄。但虎女说：“这是天意，也是我的心愿，是郎君的喜事，是我们族类的福事，也是国人的兴事。我一个人的死可以换来皆大欢喜，这怎么能够违背呢？我只希望死后，你能为我修一座寺庙，宣讲因果报应、轮回循环之理。”虎女说罢与金现洒泪而别。:109-110:20:43-44:62-63
第二天，果然有一猛虎在市街上接连伤害数人，元圣王悬赏捉拿。金现挺身而出，被元圣王预先赐爵鼓励。金现手持短刀进入林中后，老虎变成了女子，对他说：“昨晚与郎君之情，请不要忘记。今天被我用爪抓伤者，涂兴轮寺的酱，听兴轮寺的螺钵之音即可痊愈。”说罢，女子夺过金现手中的短刀自刎而死，变成了一只老虎。金现走出林子后，告诉众人老虎已经被他杀死，并按女子教他的方法治好了受伤的人。这种疗法也被一直沿用下来。金现被朝廷录用后，他就在西川边修了一座“虎愿寺”，以感谢虎女的恩情。寺庙里经常讲《梵网经》，祈求虎女的冥福。金现临终前深感以前的经历奇异，于是提笔写传，传诸于世。:109-110:20:44:64-65